# モラント諸島
モラント諸島（モラントしょとう、Morant Islands、モラント岩礁、Morant Cays）はカリブ海はジャマイカのモラント湾から南50Kmに位置する無人の3つの小さな島からなるジャマイカ属領の島である。
1862年にイギリスによって占領され、1882年にジャマイカに付け加えられた。近くのペドロ諸島と共にGuano Islandsとも呼ばれることもある。無人島だが、漁期にジャマイカ人の漁師が訪れる。島の海鳥卵と鳥糞石が集められている。